# Kharílaos Trikupis
Kharílaos Trikupis (grec: Χαρίλαος Τρικούπης)  (Nàuplia, 11 de juliol de 1832 - Canes, 30 de març de 1896), fou un polític grec que va ocupar el càrrec de primer ministre del seu país en set ocasions entre 1875 i 1895.

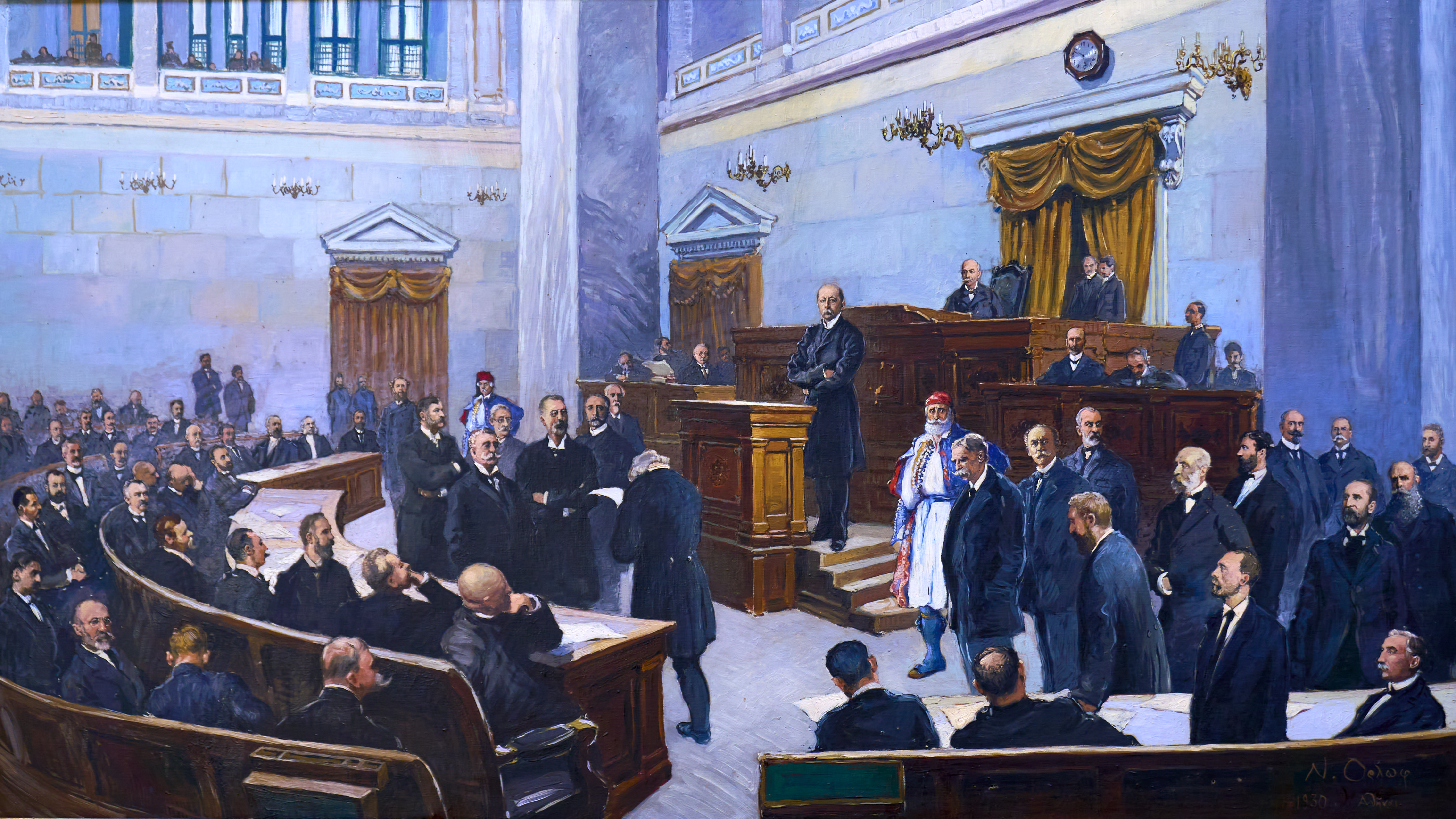
El parlament de Grècia a finals del.

Era el fill de Spirídon Trikupis i d'Ekaterini Mavrokordatos (la germana d'Aléxandros Mavrokordatos, qui va ser també primer ministre de Grècia).
Després d'obtenir un doctorat en dret a París, França, va entrar en la vida política grega. En 1865, va ser elegit diputat al parlament i durant un breu espai de temps va ser ministre de relacions exteriors.
En 1872, va crear el seu propi partit polític. En 1874, va publicar un manifest contra el rei, on el va acusar de manipular el parlament en designar el primer ministre segons la seva conveniència en lloc d'elegir el cap del partit que tenia la majoria en el parlament. El mateix any el seu partit va guanyar les eleccions i va ser designat primer ministre pel rei, amb molta reticència d'aquest.
Trikupis va començar un agressiu programa de reformes; la principal seria un canvi del sistema electoral que forçava el rei a designar primer ministre al cap del partit que tingués més diputats en el parlament. Aquesta reforma va produir un període d'inestabilitat política, en el que Grècia va tenir dotze primers ministres en el transcurs de només sis anys.
En 1882, quan va tornar a obtenir una majoria estable, va iniciar un programa de construcció de línies ferroviàries per incentivar la inversió estrangera en el país. També va emprendre la construcció del Canal de Corint. Un dels seus projectes era un pont entre Rio i Antírrio, però no es va poder dur a terme per les restriccions tècniques de l'època. El Pont Rio-Antírrio inaugurat el 7 d'agost de 2004 va ser batejat en el seu honor.
El seu sisè mandat com a primer ministre va ser el més difícil, ja que les finances públiques estaven en un estat desastrós, com a resultat d'anys de mala gestió i corrupció sistemàtica. Trikupis va haver de deixar de pagar el deute nacional i tallar tota despesa no essencial.
Durant el seu últim mandat com a primer ministre, va organitzar els Jocs Olímpics d'Estiu de 1896 (els primers de l'era moderna). Trikupis era molt escèptic sobre aquests jocs, i temia per les despeses que podrien suposar per a les arques públiques, però finalment va acceptar encarregar-se dels preparatius.
En 1895, pobre i en mal estat de salut es va retirar de la vida política. Va morir l'any següent a Canes. Va ser enterrat a Atenes.